# 许斯比
许斯比（德語：Hüsby）是德国石勒苏益格－荷尔斯泰因州的一个市镇。总面积9.68平方公里，总人口789人，其中男性385人，女性404人（2011年12月31日），人口密度82人/平方公里。